# 피에르 브라소

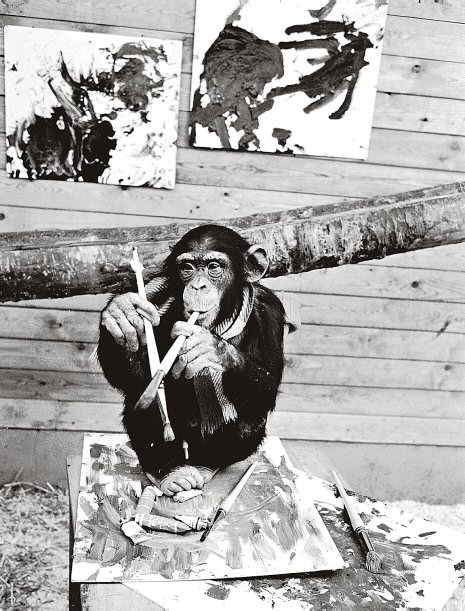
피에르 브라소

피에르 브라소(프랑스어: Pierre Brassau)는 실존하지 않는 프랑스의 예술가였다. 스웨덴의 저널리스트인 오케 악셀손(Åke Axelsson)은 인간이 아닌 영장류가 만든 몇 점의 그림을 전시한다는 생각을 했으며, '피에르 브라소'라는 프랑스 예술가가 그린 것이라며 전시하였다. 피에르 브라소는 실존 인물이 아닌 보라스 동물원에 있는 페테르라는 4살의 침팬지로 밝혀졌다. 1969년, 페테르는 체스터 동물원으로 이주하였다.